# 上海ディズニーランドホテル
上海ディズニーランドホテル（上海迪士尼乐园酒店、Shanghai Disneyland Hotel、シャンハイディズニーランドホテル）は、上海ディズニーリゾート内にある、大型のオフィシャルディズニー・ホテル。

## 概要

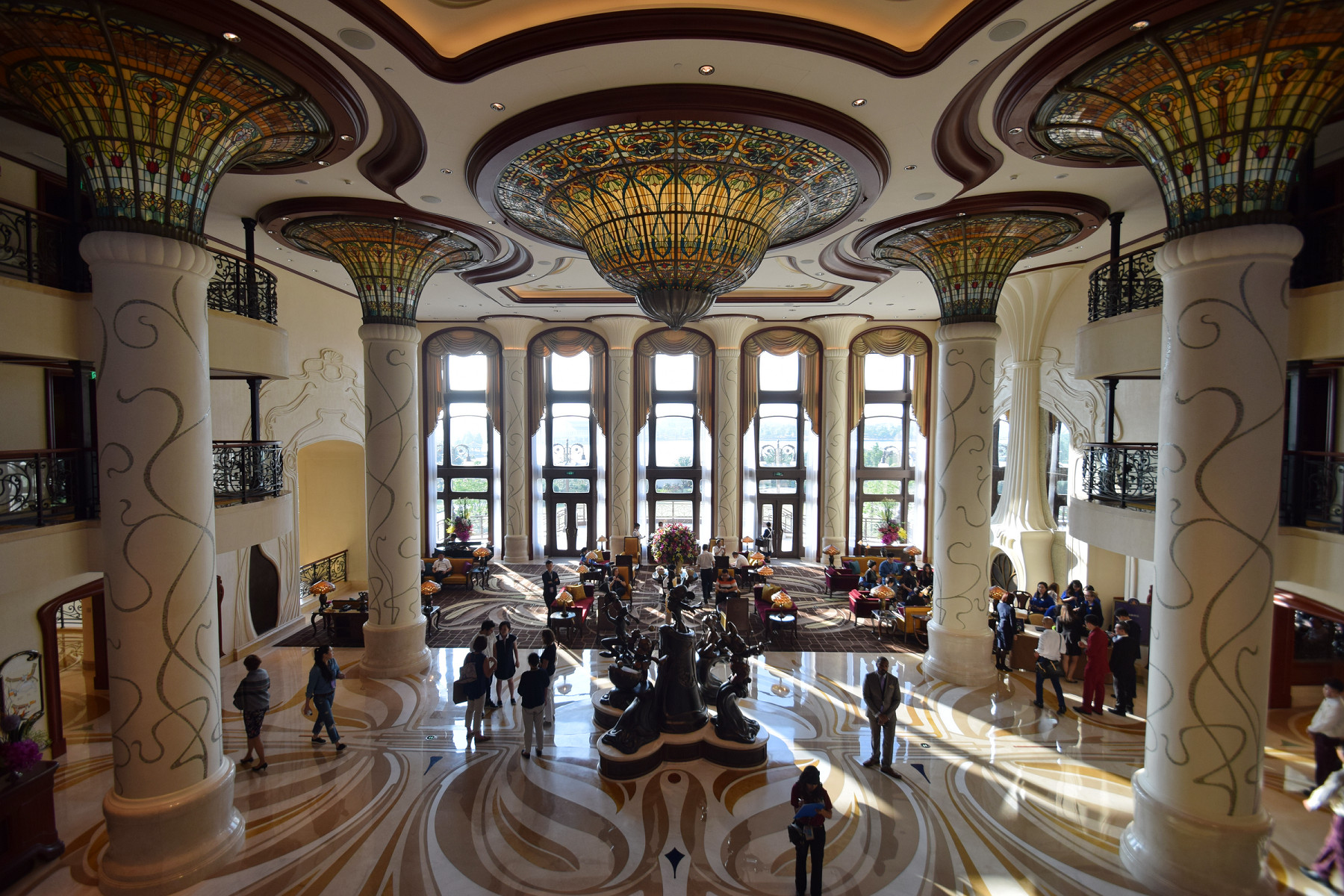
上海ディズニーランドホテル内のロビー画像

2016年6月16日と上海ディズニーランドなどを構成している上海ディズニーリゾートや同類のホテル「トイ・ストーリーホテル」と同日にオープンされた。略称は『SHDLH』。
上海ディズニーランドホテルの客数は420室がある。
上海ディズニーランドホテル宿泊者は、上海ディズニーリゾート内の大型ショッピング施設「ディズニータウン（Disneytown）」にある宿泊者専用入場ゲートから直接的に優先入場（上海ディズニーランド）ができる時もある(日程によっては入場時間は、一般ゲストと同じになる場合もある)。

## ホテル内のレストラン

### ルミエール・キッチン
『ルミエール・キッチン』は人気ディズニーキャラクター（ミッキーマウス、ミニーマウス、プルート、グーフィー）と会えるので写真撮影やサインなども貰える。
また、レストランの場所は地下 1Fにある。
ディズニー映画『美女と野獣』内にルミエールがいる『ブッフェ・レストラン』内をモデルにしている。

### オーロラ
レストラン『オーロラ』は上海ディズニーランドホテル内の最上階にあるレストランである。基本的な値段は、上海ディズニーランドホテルの中で最も高い。
ディズニー映画『眠れる森の美女』内に登場する『オーロラ』をモデルにしている。

### バッカス・ラウンジ
『バッカス・ラウンジ』はスナック/バー専門レストランとなっている。
また、23:30にラストオーダーと夜遅くまで開いているためで、主に上海ディズニーランドやディズニーリゾート周辺で遊び/観光等に終わった後に使用される。
モデルは無く、ディズニー映画『ファンタジア』内の「バッカス」という名を使用している。

### バレエ・カフェ
『バレエ・カフェ』は、主に上海ディズニーランドやディズニーリゾート周辺、チェックイン/アウト際に使われる軽食専門レストランとなっている、また『バレエ・カフェ』内のキャストに頼めば持ち帰りも可能である。
ディズニー映画『ファンタジア』の「時の踊り」の場面をモデルにしている。

## 客室
ソーサラースイート
マジックキングダムスイート
クラブレベル
デラックスパークビュー
デラックスガーデンビュー
デラックスレイクビュー

## チェックイン
チェックインは「15:00」から。 フロントはメイン・ロビー（1階）にあります。 予約済の旨を伝え、パスポートを提示するだけでOKです。

## チェックアウト
チェックアウトの時間は午前11時までとなっている。チェックアウト後も荷物をベルデスクに預けることができる。